# The Movements
The Movements är en svensk musikgrupp som bildades i Göteborg 2001. Gruppens musik är från början inspirerad av 60-talets garagerock och senare influerat av space rock och krautrock. Medlemmar är David Henriksson - sång, Christian Johansson - gitarr, Gustaf Gimstedt - keyboards, Daniel Pettersson - bas samt Thomas Widholm - trummor.
Medlemmar som funnits i bandet är även Kalle Kulenovic - gitarr 2002-2003, samt Daniel Eriksson - bas 2001-2008.
The Movements har från 2002 och framåt varit mycket aktiva med att spela live, och turnerar ofta i Europa och Skandinavien.
I augusti 2009 skrev de historia när de blev det första space rock-bandet som fick sin musik medtagen och spelad i rymden av den svenske astronauten Christer Fuglesang.
Bandet har haft ett produktionsmässigt samarbete med producenten Björn Olsson.
2013 tillkännagav bandet att de ska släppa två "tvilling"-skivor. Like Elephants 1 & 2, producerade av bandet själva tillsammans med Michael Nilsson. Släppta av Crusher rec.
2015 meddelar bandet att de går skilda vägar David Henriksson och Thomas Widholm har gått vidare och bildat Melody fields. 
Bandets avskedskonsert skedde på klassiska Göteborgsklubben Truckstop alaska. 
2019 återförenades bandet för en konsert på nämnda Truckstop alaskas sista öppetkväll som en hyllning till klubben.

## Diskografi
Album
- Grains of oats Alleycat Records (2005)
- The world, the flesh and the devil Alleycat Records (2009)
- For sardines space is no problem Sulatron Records (2009)
- Follow Teen Sound Records (2011)
- Like Elephants 1 Crusher Records (2013)
- Like Elephants 2 Crusher Records (2014)

Singlar/EPs
- Drag me up EP, Lonestar Records (2004)
- The battle of being in love single, Parkeringshuset Records (2008)
- Come on Kommando! single, Kommando Horst Hrubesch Records (2010)
- Put me down split EP, Pariah! Records (2012)
- The death of John Hall D.Y. single, Crusher Records (2013)
- Let it all out EP, Beluga Records (2015)